# Foie gras
Il foie gras (pronuncia francese [fwɑ ɡʁɑ]), letteralmente fegato grasso, è un piatto tipico francese a base di fegato d'oca o d'anatra. Secondo la legge francese, «per foie gras s'intende il fegato di anatra o di oca fatta ingrassare tramite gavage (alimentazione forzata)».
Dato il suo contenuto di grassi pari a circa l'80%, è molto calorico e gelatinoso, e ha un sapore meno intenso dei normali fegati di anatra e di oca.
L'alimentazione forzata induce una crescita abnorme del fegato e un aumento di grassi nelle cellule epatiche noto come steatosi. Questo fenomeno è stato interpretato come un adattamento naturale da alcuni studiosi, mentre altri lo considerano come una reale patologia, la steatosi epatica.
Per questo motivo, le organizzazioni per i diritti degli animali e i movimenti animalisti classificano la produzione del foie gras come crudeltà nei confronti degli animali. I produttori di foie gras sostengono invece che l'alimentazione forzata non causi dolore né danni alla salute, e che le prove scientifiche a oggi disponibili sull'argomento non siano sufficienti né perentorie. La produzione di foie gras è illegale in quasi tutti i paesi dell'Unione europea.

## Storia

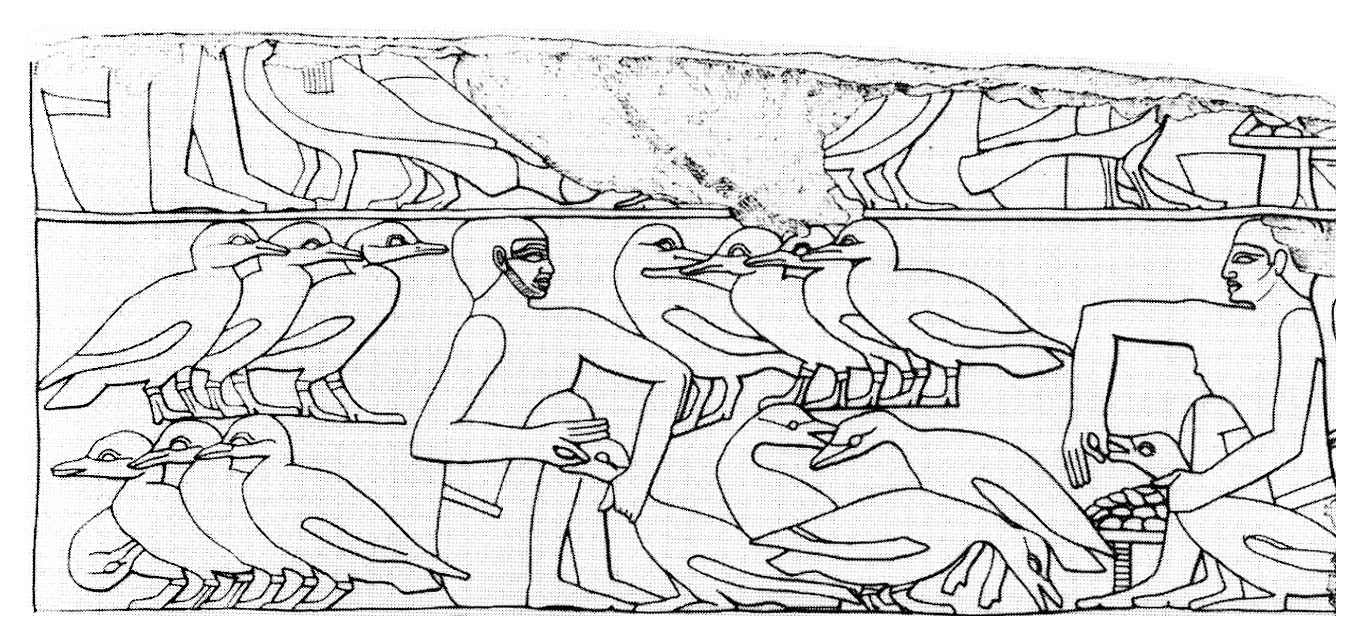
Bassorilievo egizio che mostra la sovralimentazione di oche

Bassorilievi e dipinti dell'antico Egitto mostrano allevatori di bestiame intenti a ingozzare animali di ogni tipo (buoi, maiali, uccelli e persino iene) perché ingrassassero, ma non c'è nessuna evidenza di un interesse specifico per il loro fegato. L'ipotesi sull'origine egizia del foie gras è riconducibile alla propaganda di alcuni produttori di foie gras.
Plinio il Vecchio attribuisce al gastronomo romano Marco Gavio Apicio, suo contemporaneo, l'invenzione di cibare le oche e i maiali con dei fichi secchi per ingrossarne il fegato.

## Produttori principali
| Paese       | Produzione (tonnellate, 2005) | Quota del totale |
| ----------- | ----------------------------- | ---------------- |
| Francia     | 18 450                        | 78,5%            |
| Ungheria    | 1 920                         | 8,2%             |
| Bulgaria    | 1 500                         | 6,4%             |
| Stati Uniti | 340 (2003)                    | 1,4%             |
| Cina        | 150                           | 0,6%             |
| Altri       | 1 140                         | 4,9%             |
| Totale      | 23 500                        | 100%             |

La Francia è il principale paese produttore e consumatore di foie gras di anatra e di oca. Nel 2005 il paese ha prodotto 18 450 tonnellate di foie gras (il 78,5% del totale della produzione mondiale, stimata in 23 500 tonnellate), delle quali il 96% di fegato di anatra e il resto di fegato d'oca. Il consumo totale francese di foie gras è stato di 19 000 tonnellate nel 2005. Circa 30 000 persone fanno parte dell'industria del foie gras in Francia, e il 90% di esse risiede nella regione di Périgord (Dordogna), nei Midi-Pirenei, dipartimenti sud-occidentali, e in Alsazia. L'Unione europea riconosce il foie gras prodotto secondo i metodi tradizionali (label rouge) nella Francia sud-occidentale, con denominazione di origine protetta.
L'Ungheria è il secondo produttore di foie gras nel mondo e il più grande esportatore (1 920 tonnellate nel 2005). La Francia è il principale mercato per il foie gras ungherese; la maggior parte viene esportato crudo. Circa 30 000 allevatori ungheresi di oche lavorano nell'industria del foie gras. Le industrie alimentari francesi speziano, lavorano e cucinano il foie gras in modo che questo possa esser venduto come prodotto francese nel mercato nazionale e in quelli esteri.
La Bulgaria ha prodotto 1 500 tonnellate di foie gras nel 2005; il Québec, provincia del Canada, ha anch'essa una fiorente industria del foie gras; gli chef canadesi fanno uso del foie gras del Québec come simbolo di orgoglio nazionale.
Nel 2015 in Francia si sono verificati diversi focolai dell'influenza aviaria H5N9. Ciò portò all'interruzione di esportazioni dalla Francia di pollame, foie gras incluso, in vari paesi tra cui Algeria, Cina, Egitto, Giappone, Marocco, Corea del Sud, Tailandia e Tunisia. Dal 2019 la Cina ha ripreso a importare foie gras francese in seguito a un incontro tra Emmanuel Macron e Xi Jinping, e il loro consecutivo accordo che stabilisce le condizioni sanitarie necessarie per l'export di pollame francese in Cina.

## Metodi di produzione
La produzione di foie gras richiede che ai volatili venga somministrato con la forza più cibo di quanto ne assumerebbero in natura o volontariamente negli allevamenti domestici. L'alimentazione consiste solitamente in grano bollito nel grasso (per facilitarne l'ingestione), e provoca grandi depositi di lipidi nel fegato, ottenendo in tal modo la consistenza gelatinosa ricercata dalla gastronomia.

### Fisiologia e preparazione
Le oche e le anatre usate nella produzione di foie gras sono in genere oche selvatiche, e incroci sterili di anatre: maschio della Cairina moschata incrociata con femmina dell'anatra domestica (Anas platyrhynchos).
Le oche e le anatre sono onnivori, e come molti uccelli hanno gole abbastanza elastiche che permettono loro di conservare grandi quantità di cibo, sia intero sia pre-digerito, nell'esofago mentre è in corso già una digestione nello stomaco. In natura questa dilatazione permette loro di inghiottire grandi bocconi di cibo, come interi pesci, per una successiva e più lunga digestione. Le oche selvatiche arrivano a consumare 300 grammi di proteine e 800 grammi di grassi al giorno. Le oche di allevamento che pascolano tra i campi di carote si adattano ad assumere 100 grammi di proteine, ma arrivano a consumare 2 500 grammi di carote al giorno. Un'anatra selvatica può raddoppiare il suo peso in autunno, conservando grassi per tutto il suo corpo, e in particolare nel fegato, in previsione dell'inverno. 
L'eccesso di lipidi nell'organismo potrebbe dare origine, come detto precedentemente, a uno stato patologico del fegato: la steatosi epatica.
Le oche e le anatre usate nella produzione di foie gras in genere vengono tenute libere per le prime 12 settimane, e cibate con delle erbe che ne irrobustiscono l'esofago. Quando ancora sono libere di muoversi esse vengono iniziate a una dieta ad alta prevalenza di amido, che da sola basta a ottenere un fegato ingrossato pari alla metà della dimensione finale voluta. Il passo successivo dell'alimentazione, che i francesi chiamano gavage o finition d'engraissement ("raffinamento dell'ingrasso"), prevede ingestioni forzate giornaliere di quantità controllate di cibo per 12-15 giorni per le anatre e per 15-18 giorni per le oche. Durante questa fase le oche vengono solitamente ingozzate due volte al giorno, e le anatre fino a quattro volte.

### Ingrassamento

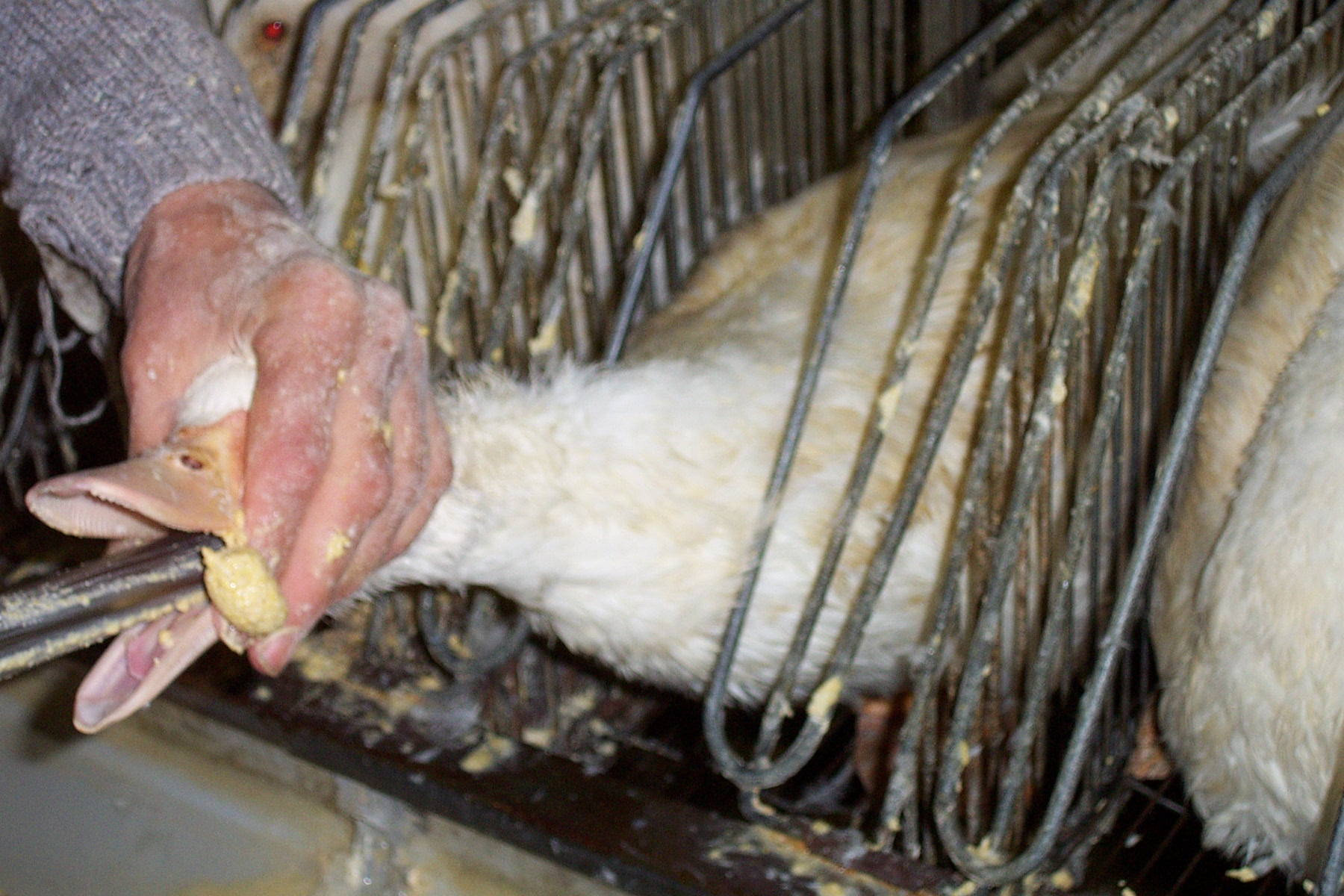
Un'anatra alimentata a forza per la produzione del foie gras

Nella produzione moderna il volatile è alimentato con quantità controllate di cibo, secondo lo stadio del processo di ingrassamento, del suo peso e della quantità di cibo ingerita la volta precedente. All'inizio della produzione l'alimentazione può partire da 250 grammi (netti, a secco) di cibo al giorno, per arrivare a 1 000 grammi (netti, a secco) alla fine del processo. La quantità reale di cibo dell'alimentazione forzata è però molto più grande, perché gli uccelli sono cibati con una pappa composta per il 53% circa del peso da cibo secco e per il 47% da liquidi.
Il cibo è veicolato tramite un imbuto equipaggiato di un lungo tubo di metallo di 20–30 cm, che immette il cibo direttamente nell'esofago dell'animale; se viene utilizzata una coclea l'alimentazione richiede dai 45 ai 60 secondi, mentre se si usa un sistema pneumatico bastano 2 o 3 secondi. L'inserimento e l'estrazione del tubo danneggiano le pareti della gola e dell'esofago, producendo irritazioni e ferite ed esponendo l'animale a rischi di infezioni. Inoltre, durante l'ingozzamento forzato, l'animale cerca di divincolarsi, rischiando sia la frattura del collo sia la perforazione dell'esofago, e di conseguenza la morte. In caso di vomito, inoltre, l'animale rischia di morire per soffocamento.
I produttori sostengono che durante l'alimentazione forzata vengono prese tutte le precauzioni per evitare di danneggiare l'esofago dell'animale e per evitare che questo si divincoli. A ogni modo, questo stile di alimentazione riduce moltissimo la vita media dell'animale, tanto che il tasso di mortalità è fino a 20 volte superiore alla norma.

## Presentazione

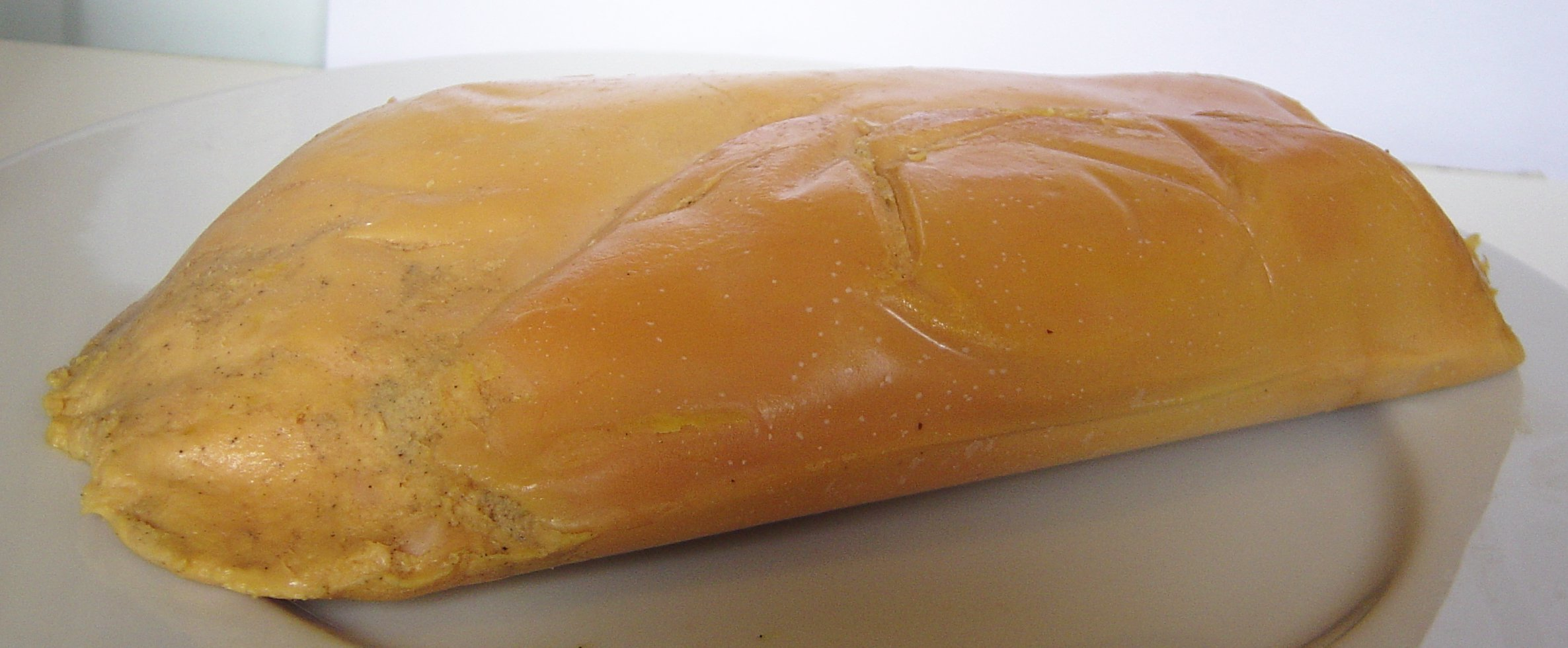
Un foie gras intero (durante la sua preparazione per un pâté)

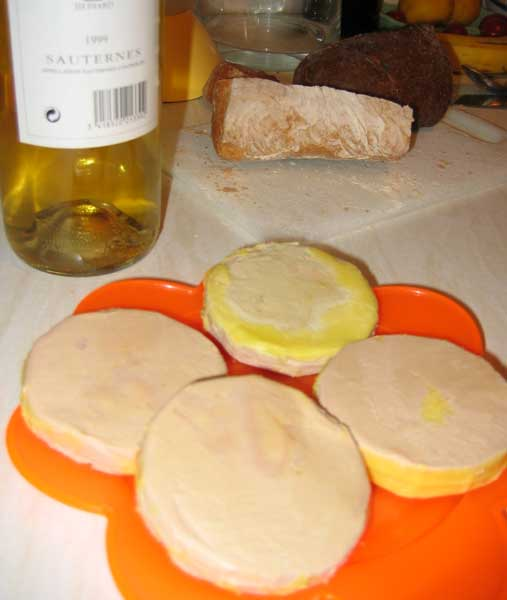
Pâté de foie gras servito tipo "picnic" con vino di Sauternes e pane

In Francia esistono diverse presentazioni di foie gras previste dalla legge, dal più costoso al più economico:
- foie gras entier (foie gras intero), costituito da uno o due lobi interi di fegato; si trova cotto (cuit), semi-cotto (mi-cuit) e fresco (frais);
- foie gras, costituito da diversi pezzi di fegato compattati insieme;
- bloc de foie gras, una forma di composta da almeno il 98% di foie gras, completamente cotto; se c'è la dicitura avec morceaux ("con pezzi"), deve contenere almeno il 50% di foie gras di oca e il 30% di foie gras di anatra.

Inoltre esistono:
- il paté de foie gras e la mousse de foie gras (entrambi devono contenere almeno il 50% di foie gras);
- il parfait de foie gras (deve contenere almeno il 75% di foie gras);
- altre preparazioni per le quali la legge non prevede restrizioni.

I preparati cotti si trovano di solito in contenitori di vetro o di latta per lunga conservazione. Il foie gras intero e fresco in genere non si trova, fatta eccezione per qualche mercato nelle regioni specifiche di produzione. Il foie gras intero surgelato a volte si trova nei supermercati.
In generale le preparazioni francesi del foie gras vengono effettuate ad alte temperature (in terrine), per contenere la dispersione del grasso che cola dal tradizionale foie gras d'oca. Il palato degli americani, abituato ai più accessibili foie gras di anatra, ha a disposizione più ricette e piatti dove il foie gras viene servito caldo, piuttosto che freddo o fresco. Nella tradizione culinaria francese l'introduzione del foie gras di anatra ha avuto come risultato l'introduzione in Francia di ricette provenienti dall'America. In Ungheria il foie gras di oca tradizionalmente viene fritto in grasso d'oca, che viene poi fatto colare sul foie gras e lasciato raffreddare. Anch'esso è mangiato caldo, fritto o arrosto, o in alcuni casi affumicato sulla legna. In altre parti del mondo il foie gras è servito in piatti esotici come il sushi di foie gras o insieme alla bistecca alla tartara.
Il foie gras viene a volte aromatizzato con tartufo o con liquori come l'armagnac. Comunemente viene servito accompagnato da pane abbrustolito o tostato. Spesso viene servito con un vino da dessert, come il Sauternes, perché il suo gusto forte ben si accosta a quello del foie gras; alcuni lo preferiscono invece con un vino bianco secco, come quelli dell'Alsazia; un altro contorno possibile è la salsa di cipolle.

## Consumo
Il foie gras è un piatto di lusso. La maggior parte dei francesi consuma foie gras solo in occasioni speciali, come i cenoni di Natale e Capodanno, sebbene il recente incremento di disponibilità del foie gras l'abbia reso un piatto meno eccezionale. In alcune aree della Francia il foie gras si trova in tutti i periodi dell'anno.
Il foie gras di anatra è il meno costoso, e dagli anni cinquanta, in seguito al cambiamento delle metodologie di produzione, è anche il più comune. Si dice che il sapore del foie gras di anatra sappia di muschio e sia leggermente amarognolo, mentre quello d'oca è rinomato per essere più liscio e sapere meno di selvaggina.

## Controversie

### Organizzazioni per i diritti degli animali
Paesi dove è vietata la produzione di foie gras
      Principali paesi di produzione di foie gras

Legalità della produzione di foie gras
Paesi dove è vietata la produzione di foie gras
Principali paesi di produzione di foie gras

 Le organizzazioni per i diritti degli animali come la PETA e la Farm Sanctuary sostengono che i metodi di produzione del foie gras, e l'alimentazione forzata in particolare, consistono in torture crudeli e disumane nei confronti degli animali. Argomentazioni specifiche riguardano il fatto che il fegato diventi grande troppe volte più del normale, che le funzioni del fegato siano compromesse, che l'addome degli uccelli si espanda talmente tanto da impedire loro di camminare, che l'alimentazione forzata e continuativa porti alla morte e a lesioni interne dell'esofago.
Verso la fine del 2003 il movimento francese Stopgavage (iniziativa cittadina per l'abolizione dell'alimentazione forzata) ha pubblicato il manifesto per l'abolizione del gavage, col quale chiede ai giudici di riconoscere che la produzione di foie gras implica delle violazioni alle vigenti leggi sulla tutela degli animali.

### Comitato scientifico dell'Unione europea sulla salute e il benessere degli animali
Il rapporto del comitato scientifico dell'Unione europea del 16 dicembre 1998, è una recensione di 89 pagine di studi effettuati nei diversi paesi produttori. Esso esamina vari indicatori del benessere animale, inclusi indicatori fisiologici, patologie del fegato e tasso di mortalità. Esso stabilisce che "non è possibile trarre conclusioni sull'attività fisiologica degli uccelli a seguito dell'alimentazione forzata", che "il tasso di mortalità negli uccelli oggetto di alimentazione forzata varia dal 2% al 4% nelle due settimane del periodo di alimentazione forzata, contro lo 0,2% nelle anatre della stessa specie", mostra che "l'alimentazione forzata che ha portato alla steatosi epatica nelle anatre e oche era pienamente reversibile" — "alcuni patologi considerano tale livello di steatosi come patologico ma altri no", e "conclude che l'alimentazione forzata, come praticata correntemente, nuoce al benessere degli uccelli." Il rapporto raccomanda che la ricerca "sia condotta verso metodi di produzione di foie gras che non richiedano l'applicazione dell'alimentazione forzata", e raccomanda la raccolta di ulteriori dati riguardanti la salute degli animali, le metodologie della loro alimentazione, il loro alloggiamento e fattori socio-economici.
Il rapporto della UE dimostra che l'alimentazione forzata continuativa porta a una prematura morte dell'animale. Le tempistiche dell'ingrassamento del fegato sono tenute sotto stretta osservazione, in modo che l'animale venga macellato prima che diventi pericoloso per la salute umana. Un animale sottratto al processo di alimentazione forzata ritorna al suo peso normale. I produttori e il rapporto della UE forniscono una risposta anche alle critiche mosse riguardo alla più alta mortalità degli animali, sancendo che il tasso di mortalità di anatre e oche nella produzione di foie gras è molto più basso di quello di polli e tacchini d'allevamento.
"La zona orofaringea è particolarmente sensibile ed è fisiologicamente conformata per provocare un riflesso di rigurgito che impedisca ai liquidi di entrare nella trachea. L'alimentazione forzata deve vincere questo riflesso e perciò gli uccelli potrebbero inizialmente provare dolore e si potrebbero verificare dei danni".
Il comitato dell'UE ha condotto svariati test progettati per rilevare dolore o sofferenza tramite l'osservazione degli ormoni del sangue, e tutti sono risultati inconcludenti o privi di una notevole differenza rispetto ad animali d'allevamento comparabili. Il comitato ha osservato che le anatre e le oche in gabbia si tenevano lontane dall'operatore che praticava loro l'alimentazione forzata quando questo entrava nella stanza, mentre di solito la quotidiana alimentazione manuale di anatre e oche è associata a una reazione positiva da parte degli animali nei confronti della persona che li nutre. In un esperimento condotto su anatre tenute singolarmente nelle gabbie gli uccelli mostravano nei confronti dell'operatore di gavage un comportamento meno schivo rispetto a una persona neutrale che passeggiava vicino alle gabbie un'ora dopo il gavage.

### American Veterinary Medical Association
L'American Veterinary Medical Association sancisce che "è disponibile un'informazione scientifica limitata a casi singoli riguardo alle implicazioni del benessere degli animali nella produzione di foie gras, ma le osservazioni e le esperienze dirette condivise dai membri dell'HOD rilevano un minimo di effetti negativi sugli uccelli coinvolti".

### Produttori difoie grase gruppi industriali
La maggior parte dei produttori di foie gras non giudica cruenti i propri metodi, insistendo sul fatto che si tratta di un processo naturale che sfrutta le caratteristiche naturali degli animali. Essi sostengono che le anatre selvatiche e le oche ingeriscano naturalmente grandi quantità di cibo e prendano peso prima della migrazione. Essi sostengono anche che le oche e le anatre non hanno un riflesso di rigurgito, e perciò non trovano scomodo il gavage. Michael Ginor, proprietario della Hudson Valley Foie Gras e autore di Foie Gras... A Passion, riferisce che i suoi uccelli vanno a lui spontaneamente, e che ciò è importante perché "un uccello stressato o ferito non vuole mangiare, non digerisce bene e non produce foie gras".

## Situazione legale

### Europa
Il Consiglio d'Europa ha stabilito:
2. Until new scientific evidence on alternative methods and their welfare aspects is available, the production of foie gras shall be carried out only where it is current practice and then only in accordance with standards laid down in domestic law.
In any case, the competent authorities shall monitor this type of production to ensure the implementation of the provisions of the Recommendation.»
2. Finché non saranno disponibili nuove prove scientifiche sui metodi alternativi e i loro aspetti salutistici, la produzione di foie gras dovrà essere condotta soltanto dove essa è pratica comune e quindi soltanto in accordo con la legislazione locale vigente (...)"»
La produzione di foie gras è dunque proibita dal trattato in tutti i 29 paesi che hanno ratificato il Congresso Europeo per la Protezione degli Animali negli Allevamenti, eccetto "dove essa è pratica comune".
L'alimentazione forzata di animali per scopi non medici, essenziale per le pratiche di produzioni attuali del foie gras, è esplicitamente proibita in sei delle nove province dell'Austria, nella Repubblica Ceca, in Danimarca, Finlandia, Germania, Irlanda, Italia, Lussemburgo, Norvegia, Polonia, Svezia, Svizzera, Paesi Bassi e Regno Unito. La maggior parte di questi paesi non ha mai prodotto foie gras.

### Stati Uniti
- Stato della California: le sezioni 25980-25984 del Codice della salute e della sicurezza della California (California Health and Safety Code), emanato del 2004 e in vigore da luglio 2012, proibisce l'"alimentazione forzata di un animale allo scopo di ingrassarne il fegato oltre le sue normali dimensioni", così come la vendita di prodotti risultanti da questo processo.[29]
- Città di Chicago: il 26 aprile 2006 il consiglio comunale di Chicago ha votato l'abolizione del foie gras, effettivo dal 22 agosto 2006[30]. Come reazione, vari cuochi di Chicago si son tolti il camice e hanno deliberatamente violato la legge continuando a vendere foie gras[31]. Inoltre, un gruppo di cuochi ha donato foie gras, attività non illegale[32][33]. Agli esercizi che stanno violando la legge il comune sta mandando lettere ma non citazioni.[34] Nel dicembre 2006 il sindaco di Chicago, Richard Daley, ha definito l'abolizione del foie gras "la legge più stupida" che il consiglio comunale abbia mai approvato.[34]

### Altre parti del mondo
- Argentina: la produzione di foie gras è illegale in Argentina in quanto maltrattamento o atto di crudeltà nei confronti degli animali.[35]
- Israele: nell'agosto 2003 la suprema corte di Israele ha ordinato al ministro israeliano dell'agricoltura di abolire l'alimentazione forzata di oche, con entrata in vigore dal 31 marzo 2005[36]. L'ultimo appello è stato ritirato nell'ottobre 2005, ma la legge è rimasta inapplicata fino al febbraio 2006[37].